# 私立育英学校
私立育英学校(しりついくえいがっこう)は、神奈川県中郡金目村に存在した私立学校であり、中郡立中郡農業学校の後身、神奈川県立秦野高等学校の前身である。

## 沿革

### 略歴
国の実業教育政策に応じる形での1902年（明治35年）4月の中郡立中郡農業学校の開校後、1908年（明治41年）4月、同校の平塚町達上西畑向原移転により神奈川県立農業学校（現神奈川県立平塚農業高等学校）が開校した。元の郡立農業学校は在校生が卒業するため、その後2年間、存続することになったが、いずれ廃校となる郡立農業学校を中郡有志が引き継ぐために、1909年（明治42年）3月、金目村村長猪俣松五郎と後に本校初代校長となる太田澄三郎（当時第二開成中学校校長）が同校校舎を無償借用した。そして同年4月、本校は中郡有志により3年制の私立学校として創立された。また本校は郡立農業学校が1910年（明治43年）に廃校となるまで、同校と共存した。
本校は授業料、郡による補助、関係町村による補助等により経営されたが、郡制が1923年（大正12年）4月より廃止されることになり、郡による補助を受けられないことになった。これにより前年の1922年（大正11年）頃には本校経営は困難となる見通しとなった。このことを契機に本校を組合立の5年制の中学校とする動きがはじまった。さらに翌1923年（大正12年）9月1日、関東大震災発生により本校校舎が全壊した。同年10月16日、本校の授業は本校教頭飯久保義学が住職を務める大磯妙大寺で再開された。1924年（大正13年）1月10日、本校校舎が改築され、本校所在地での授業が再開された。そして同年6月17日、本校の理事者会議で本校は同年3月に廃校となったこと、および同年4月から大根村、土沢村、金目村、旭村、金田村、秦野町により中郡六カ町村組合立育英学校が創立されたことが決議された（同会議覚書第1、2条）。

### 年表
- 1902年（明治35年）4月 - 国の実業教育政策に応じる形で中郡立農業学校開校。農業科設置。
- 1903年（明治36年） - 県農業会、県立農業学校設立を建議。
- 1908年（明治41年）4月 - 神奈川県への移管により神奈川県立農業学校創立（現平塚農業高校創立年）。平塚町達上ヶ丘に移転。郡立農業学校も存続。
- 1909年（明治42年）
  - 3月 - 郡立農業学校を引き継ぐため、猪俣松五郎らにより同校舎、無償借用される。
  - 4月 - 郡立農業学校舎を利用し、本校創立。
- 1910年（明治43年） - 郡立農業学校廃校。
- 1923年（大正12年）
  - 4月 - 郡制廃止。郡による補助金、打ち切られる。
  - 9月 - 関東大震災発生。校舎全壊。
  - 10月 - 大磯妙大寺にて授業再開。
- 1924年（大正13年）
  - 1月 - 本校舎改築。本校にて授業再開。
  - 3月 - 本校廃校。
  - 4月 - 秦野町、金目村他6町村による中郡六カ町村組合立育英学校創立。

## 学校行事
後身校にも引き継がれている行事として、特に遠足と修学旅行をあげることができる。
遠足は震災年を除いて1年生、2年生で行われた。行き先は県内の他静岡県であった。
修学旅行は3年生で行われた。行き先は日光であった。

## 進路状況
本校は中郡の中等教育の要請をみたしてきた。だが3年制であることから以下のような進路状況がみられた。
2年生修了時点で中学校3年に転入する者や専門学校に入学するもの、3年生修了時点で中学校4年生に転入する者や専門学校に入学する者があった。中学校に転入する場合、逗子開成中学校が最も多かったが、東京開成中学校への転入もみられた。